# Tikse

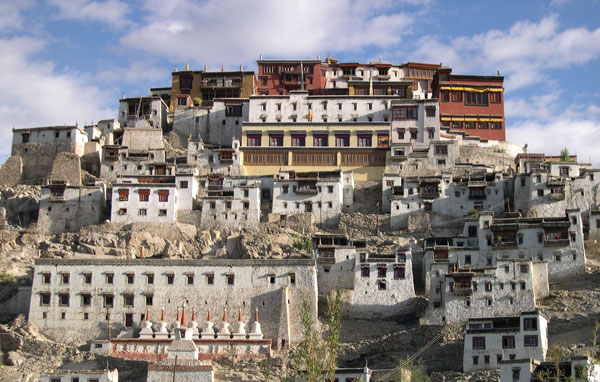
El monestir de Tikse

El gompa de Tikse es troba al districte de Ladakh (Jammu i Caixmir, Índia) a uns 18 km de Leh, la capital, en un turó a la vall de l'Indus.
El monestir es va aixecar el 1430. La seva fundació fou profetitzada per Tsongkapa i la va portar a terme Paldan Shesrab, nebot de Shesrab Zangpo, deixeble de Tsongkapa, que ja havia portat a terme una primera fundació a Stagmo, al nord de Tikse. Pertany a l'orde gueluk, la dels birrets grocs.

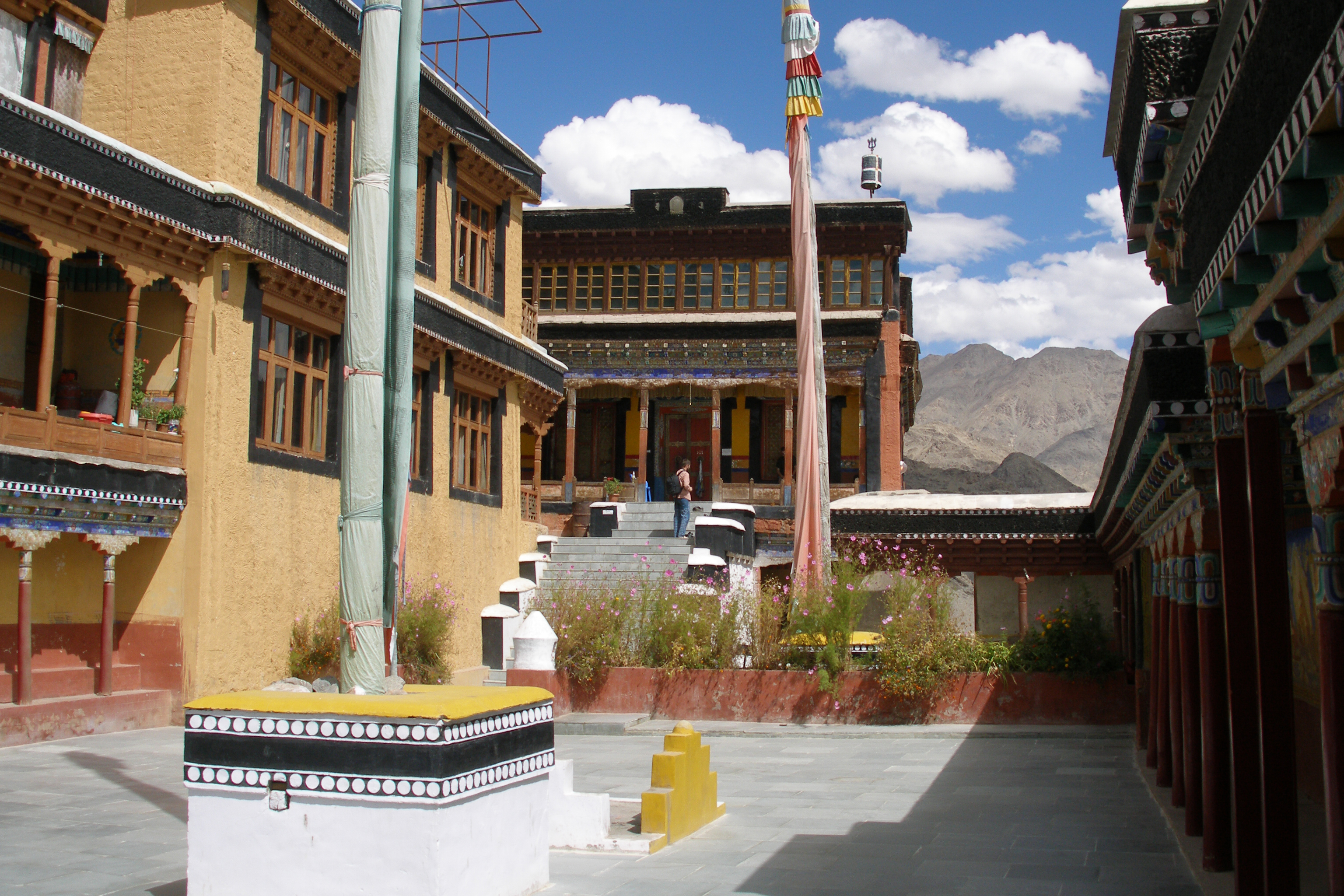
Gompa de Tikse
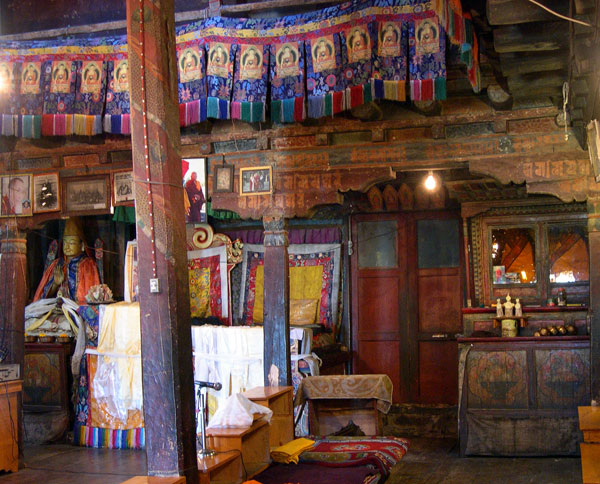
Interior d'una de les capelles del monestir
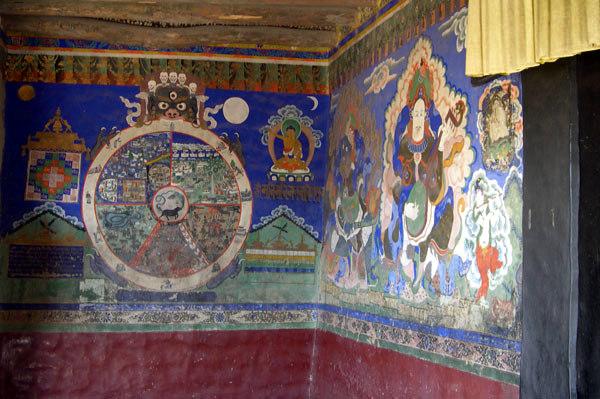
Atri d'una capella
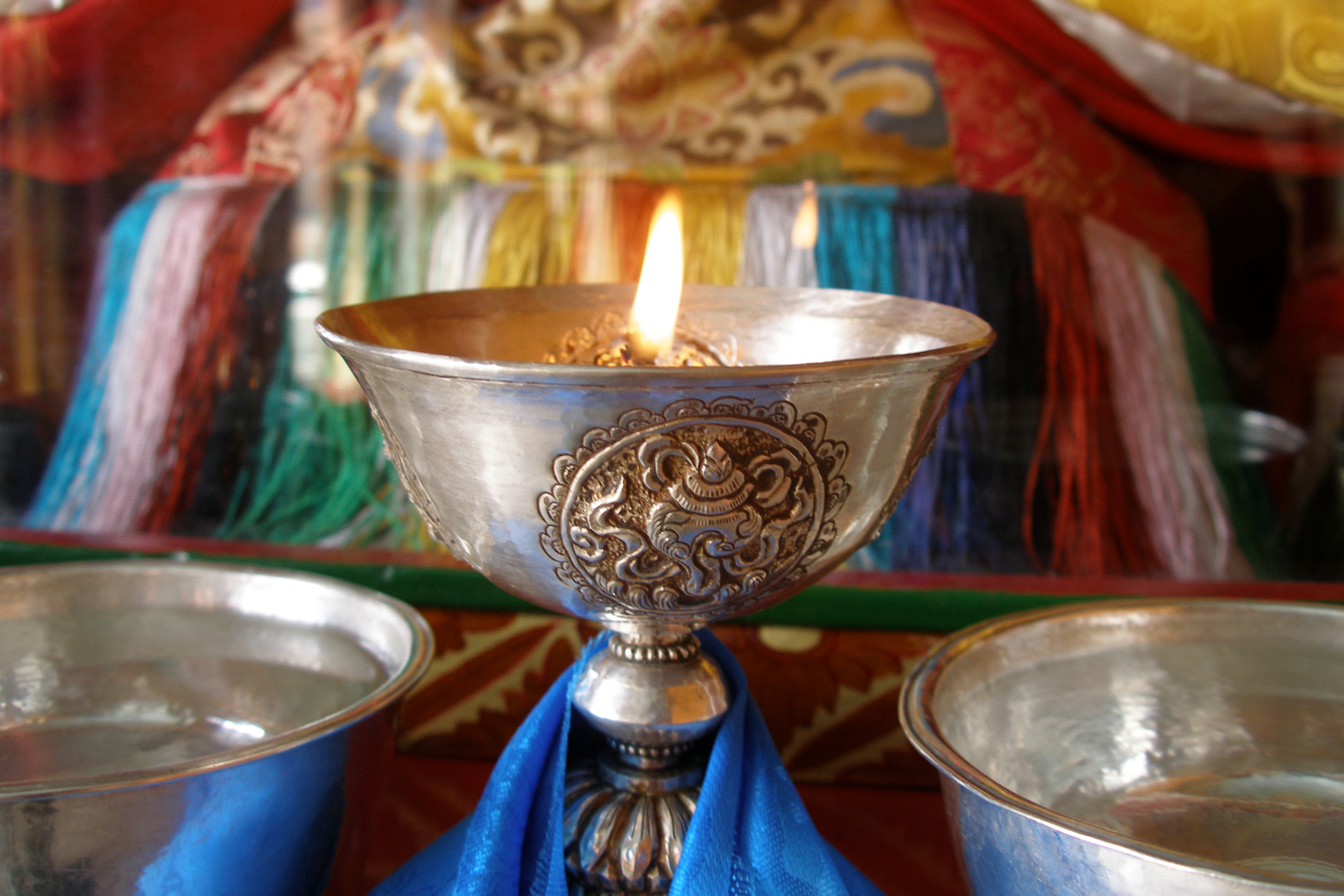
Atri d'una capella

El conjunt d'edificis monàstics s'escampen per un turó i la seva disposició recorda la del palau del Potala a Lhasa, predomina el color blanc que es combina amb el roig d'algunes de les edificacions. Al monestir s'apleguen al voltant de vuitanta monjos. Hi ha diversos temples i capelles. Una d'elles és la de Maitreya (el Buda del Futur) inaugurada pel Dalai Lama el 1980 i conserva una figura de Maitreya de 15 m d'alçada.
És també la seu de les successives reencarnacions del rinpotxe Skyabsje Khanpo. Anualment s'hi celebra el festival de Gustor.

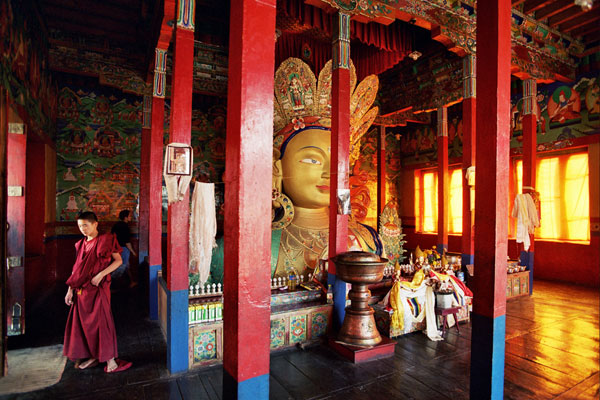
Imatge gegantina de Maitreya